# Klampenborg station
Klampenborg station är en järnvägsstation i Klampenborg i Gentofte kommun norr om Köpenhamn. Stationen har två perronger, varav den ena utgör ändstation för Köpenhamns S-tåg. Den andra perrongen betjänas av Re-tåg, som fortsätter mot Helsingør. Från mitten av september till slutet av mars är trafikunderlaget ganska litet, men när Bakkens nöjesfält med gratis inträde är öppet får stationen genast fler av- och på-stigande passagerare.
Hästdroskor går i pendeltrafik mellan stationen och nöjesfältet 500 meter in i bokskogen (som utgör en del av den stora Jægersborg Dyrehave). Även Klampenborgs galoppbana ligger i närheten. 